# Bakterienbrand
Bakterienbrand ist eine Rindenkrankheit, die von dem Bakterium Pseudomonas syringae pv. morsprunorum hervorgerufen wird. Sie ist an allen Steinobstkulturen zu finden, vor allem aber an Zwetschen und Kirschen. Die Infektionen finden im Herbst statt. Es bilden sich auf der Rinde von Stamm und Ästen rillige, eingesunkene, schwarz-rote Läsionen (Verletzungen). Diese reißen im April/Mai auf und es kommt zu Gummifluss. Bei starken Stamminfektionen sterben Bäume komplett ab.
Das Bakterium stirbt Ende Mai/Anfang Juni im Holz ab und ist dann nicht mehr nachweisbar. Aber ab Ende Mai erscheinen Blattinfektionen mit schrotschussähnlichen Symptomen. Die Löcher sind ölig durchscheinend und mit gelblichem Ring umgeben.
Speziell bei Kirschen dringt der Erreger vor allem über Blattnarben, die beim Blattfall entstehen, in die Bäume ein. Des Weiteren sind Winterschnitte im Regen und Frostrisse eine Eingangspforte für den Erreger.
Vorbeugung: Den Winterschnitt bereits nach der Ernte durchführen, weil im Winter die Schnittwunden schlechter verheilen. Die befallenen Ast- und Stammpartien bis ins gesunde Holz zurückschneiden. Versuche haben ergeben, dass das Weißeln von Stämmen die Entstehung von Frostrissen vermindert und damit Stamminfektionen vorbeugt. Durch die Ausbringung von kupferhaltigen Pflanzenschutzmitteln während des Blattfalls wird eine befallsmindernde Wirkung auf Pseudomonas erzielt.

## Krankheiten mit ähnlichen Symptomen
- Schrotschusskrankheit Pflanzenkrankheit durch den Pilz Wilsonomyces carpophilus